# سينورانية
السينورانية (الاسم العلمي:Synurophyceae) هي طائفة من الأحياء تتبع شعبة الطحالب الداكنة من مملكة الأسناخ الصبغية.

## التصنيف
- الطائفة السينورانية
  - أصنوفة الطحالب الذهبية
    - رتبة السينوريات
      - الفصيلة السينورية
        - جنس السينورة